# Синьбэй (Чанчжоу)
Синьбэ́й (кит. упр. 新北, пиньинь Xīnběi, буквально: «новый северный») — район городского подчинения городского округа Чанчжоу провинции Цзянсу (КНР).

## История
К моменту образования КНР эти места входили в состав уезда Уцзинь. В 1950 году здесь был образован Пригородный район Чанчжоу (常州市郊区). В 2002 году он был переименован в район Синьбэй.

## Административное деление
Район делится на 3 уличных комитета и 7 посёлков.